# 動線
動線，是建築與室內設計的用語之一。意指人在室內室外移動的點，連合起來就成為動線。優良的動線設計在博物館等展示空間中特別重要，如何讓進到空間的人，在移動時感到舒服，沒有障礙物，不易迷路，是一門很大的學問。至於家居的動線設計，也是相當重要的一環，長久居住在這個室內的人，會產生相當複雜的動線，例如主婦走到廚房的線條就可能有好幾條，如何考量並留下足夠的空間，是需要設計的。
動線在公共空間中，也常被提起，特別是遊樂園，大型公園的交通動線，如果沒有善加規劃，會造成擁擠等不良的狀況。此外，超市與百貨公司的動線設計也是如此，有時更特別加強迂迴，以便消費者能多看到各個銷售點。由此可知，並非每個空間中的動線都是以人移動要快速方便為主。